# Claus Nielsen
Claus Illemann Nielsen (ur. 13 stycznia 1964 w Kalundborgu) – duński piłkarz występujący na pozycji napastnika.

## Kariera klubowa
Nielsen karierę rozpoczynał w sezonie 1984 w pierwszoligowym zespole Brøndby IF. Występował tam do 1988 roku. Przez ten czas wywalczył z zespołem trzy mistrzostwa Danii (1985, 1987, 1988). W 1988 roku przeszedł do greckiego Panathinaikosu. W sezonie 1988/1989 zdobył z nim Puchar Grecji. W 1989 roku odszedł do holenderskiego FC Twente. W sezonie 1989/1990 zajął z nim 3. miejsce w Eredivisie. Graczem Twente był przez dwa sezony.
W 1991 roku Nielsen wrócił do Brøndby. W sezonie 1992/1993 uplasował się z nim na 3. pozycji w Superligaen. Wówczas też zakończył karierę.

## Kariera reprezentacyjna
W reprezentacji Danii Nielsen zadebiutował 29 października 1986 w wygranym 1:0 meczu eliminacji Mistrzostw Europy 1988 z Finlandią. W latach 1986–1991 w drużynie narodowej rozegrał 7 spotkań.